# Райт, Иан
И́ан Э́двард Райт (англ. Ian Edward Wright, род. 3 ноября 1963, Вулидж, Лондон) — английский футболист, нападающий, известен по выступлениям за «Кристал Пэлас», лондонский «Арсенал» и сборную Англии.
Чемпион и двукратный обладатель Кубка Англии, обладатель Кубка английской лиги 1992/1993 и Кубка обладателей кубков 1993/1994. Третий бомбардир в истории «Кристал Пэласа» и второй бомбардир в истории «Арсенала» (после Тьерри Анри). Завершил футбольную карьеру в 2000 году. Впоследствии, будучи участником и ведущим различных теле- и радиопередач, стал футбольным экспертом, удостаивавшимся награды Ассоциации футбольных болельщиков «Эксперт года».
Два сына Иана Райта стали профессиональными футболистами: приёмный сын Шон Райт-Филлипс (род. 1981) сыграл 36 матчей за сборную Англии, а родной сын Брэдли Райт-Филлипс (род. 1985) играл за «Нью-Йорк Ред Буллз».

## Спортивная биография

### «Кристал Пэлас»

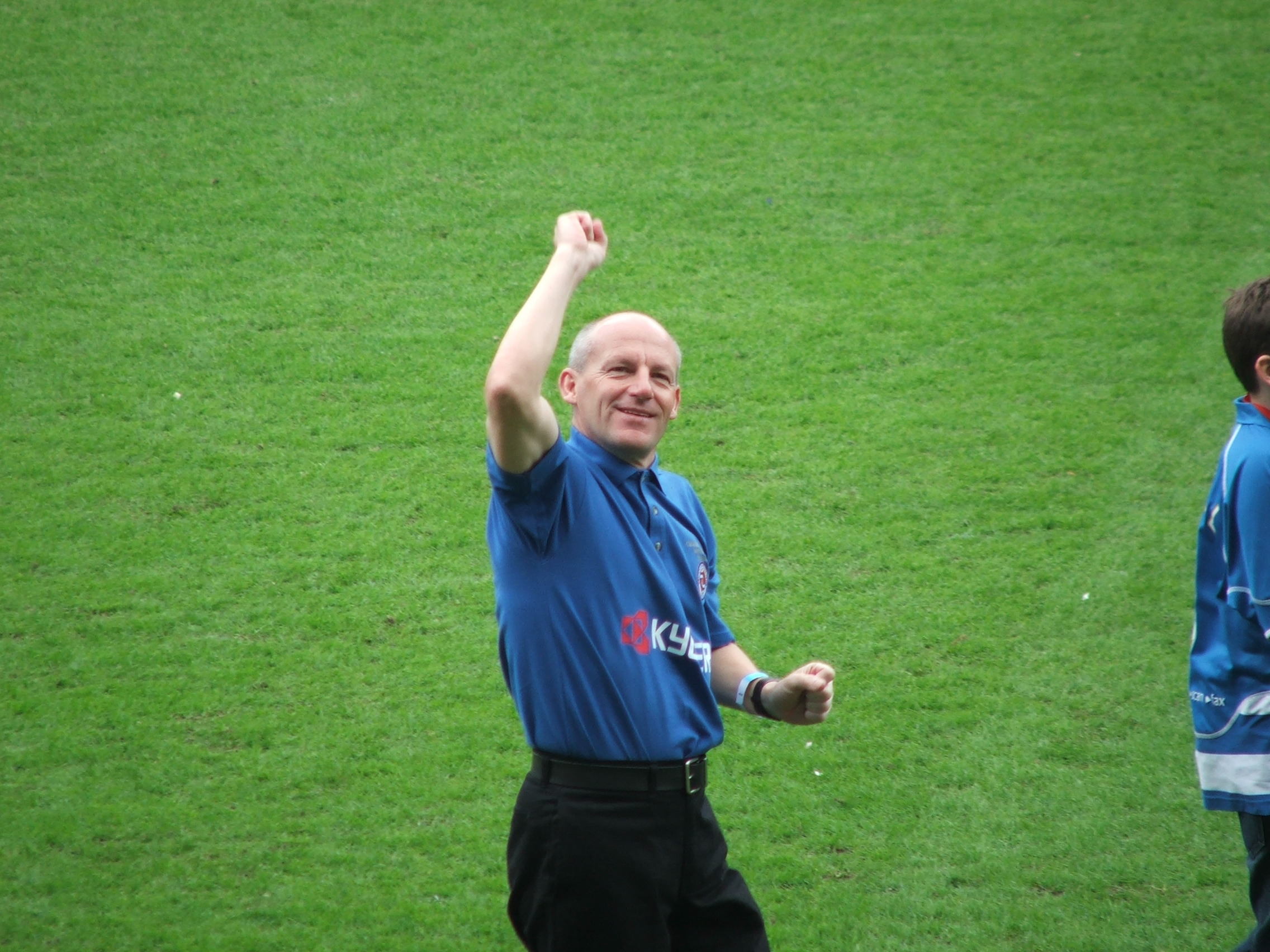
Стив Коппелл, под руководством которого Райт выступал за «Кристал Пэлас»

Иан Райт пришёл в профессиональный футбол сравнительно поздно. В юности он приезжал на просмотр в «Саутенд Юнайтед» и «Брайтон», но не приглянулся этим клубам и Райту не было предложено заключить профессиональный контракт. Райт выступал за любительский клуб «Гринвич Боро», когда на одном из матчей местной «воскресной лиги» его заметил селекционер «Кристал Пэласа» Пит Прентис и пригласил на просмотр в лондонский клуб. Главный тренер «Кристал Пэласа» Стив Коппелл был впечатлён игрой Райта, и через три дня тренировок Иану было предложено заключить первый в его жизни профессиональный контракт. По условиям трёхмесячного договора Райт получал 100 фунтов стерлингов в неделю. Это произошло летом 1985 года, незадолго до его 22-летия.
В свой первый же сезон Райт забил 9 мячей в 32 матчах в первенстве второго английского дивизиона, где тогда выступал «Кристал Пэлас», и стал вторым бомбардиром команды вслед за Филом Барбером. В следующем сезоне Райт снова забил 9 мячей, а затем в сезонах 1987/1988 и 1988/1989 забил во втором дивизионе 44 мяча в 83 матчах.
По итогам сезона 1988/1989 «Кристал Пэлас» поднялся в первый дивизион. Для этого лондонскому клубу, занявшему 3-е место во втором дивизионе, пришлось играть плей-офф. В полуфинале команда обыграла «Суиндон Таун» (2:1 по сумме 2 матчей), а в финале плей-офф победила «Блэкберн Роверс» (4:3 по сумме 2 матчей). Иан Райт был признан лучшим игроком сезона в составе команды.
В сезоне 1989/1990 «Кристал Пэлас» занял 15-е место в первом дивизионе и сумел избежать вылета, даже несмотря на то, что начало сезона сложилось крайне неудачно для лондонцев. В частности, 12 сентября 1989 года «Кристал Пэлас» потерпел крупнейшее в своей истории поражение в чемпионате, уступив в гостях «Ливерпулю» со счётом 0:9. Однако в Кубке Англии клуб дошёл до финала розыгрыша, победив в полуфинале тот же «Ливерпуль» со счётом 4:3. Райт в том матче не играл, так как незадолго до этого серьёзно травмировал ногу.
В финале 12 мая 1990 года, состоявшемся на стадионе «Уэмбли», «Кристал Пэлас» встречался с «Манчестер Юнайтед».
В этом матче, завершившемся вничью 3:3, два гола в ворота «Манчестер Юнайтед» были на счету Иана Райта, заменившего на 69-й минуте Фила Барбера. По регламенту турнира была назначена переигровка. Во второй встрече победа досталась «Манчестер Юнайтед» — 1:0, а Райту, вышедшему на замену на 64-й минуте, не удалось отличиться.
В сезоне 1990/1991 «Кристал Пэлас» занял 3-е место в английском первом дивизионе, пропустив вперёд «Арсенал» и «Ливерпуль». Иан Райт забил 15 голов в 38 матчах.
6 февраля 1991 года 27-летний Иан Райт дебютировал в сборной Англии в товарищеском матче против сборной Камеруна на «Уэмбли».
Всего во всех турнирах за «Кристал Пэлас» Иан Райт забил 117 голов в 277 матчах, став рекордсменом клуба.

### «Арсенал»
В сентябре 1991 года Райт за 2,5 млн фунтов стерлингов перешёл в лондонский «Арсенал». На тот момент это был самый дорогостоящий трансфер в истории «Арсенала». Райт забил в первой же игре за «канониров» в матче на Кубок английской лиги против «Лестер Сити». В первом матче чемпионата Англии за новый клуб Райт отметился хет-триком в ворота «Саутгемптона». Всего в сезоне 1991/1992 Райт забил в первом дивизионе 29 мячей (5 за «Кристал Пэлас» и 24 за «Арсенал») и стал лучшим бомбардиром чемпионата Англии. Интересно, что за всю историю высшего дивизиона чемпионата Англии с 1888 года лишь два футболиста становились лучшими бомбардирами, забивая мячи в составе 2 разных клубов. Кроме Иана Райта в сезоне 1991/1992 это удалось Тедди Шерингему в следующем сезоне 1992/1993. В последнем туре чемпионата Райт вновь забил 3 мяча в ворота «Саутгемптона» и третий из этих мячей стал последним голом в истории первого дивизиона до его преобразования в Премьер-лигу.

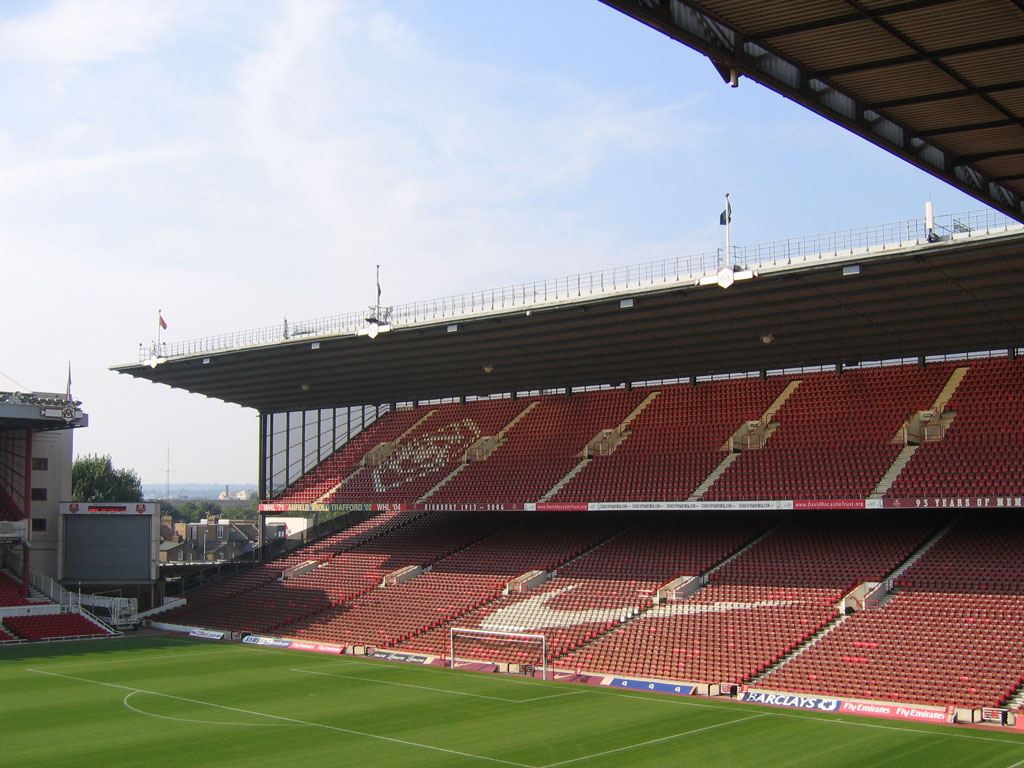
«Хайбери» — домашний стадион «Арсенала» в 1913—2006

Райт был лучшим бомбардиром «Арсенала» на протяжении 6 сезонов подряд начиная с первого же в команде, забивая в чемпионате Англии каждый сезон не менее 15 мячей. Райт играл важнейшую роль во всех успехах команды на протяжении всех своих 7 сезонов в клубе. В 1993 году «Арсенал» завоевал Кубок Англии и Кубок английской лиги, при этом Райт забил единственный гол «Арсенала» в финале Кубка Англии против «Шеффилд Уэнсдей» (1:1), а затем отличился и в переигровке финала (2:1 в пользу «Арсенала»). Кроме того, Райт забил единственный гол лондонцев в финале Суперкубка Англии в августе 1993 года, но «Арсенал» уступил трофей «Манчестер Юнайтед» в серии послематчевых пенальти.

#### Кубки обладателей кубков 1993/1994 и 1994/1995
Райт помог «Арсеналу» дойти до финала Кубка обладателей кубков 1993/1994, но не смог из-за дисквалификации принять участие в победном финале против итальянской «Пармы» (1:0).
В следующем розыгрыше Кубка Кубков «Арсенал» вновь дошёл до финала. Райт забивал во всех раундах турнира и стал его лучшим бомбардиром. В финале на парижском стадионе «Парк де Пренс» «Арсенал» уступил испанской «Сарагосе» — 1:2. Иан Райт провёл на поле все 120 минут финального матча, но отличиться не сумел.

#### Рекорд результативности
13 сентября 1997 года 33-летний Иан Райт забил 3 мяча в ворота «Болтон Уондерерс» и со 179 мячами превзошёл самого результативного футболиста в истории «Арсенала» Клиффа Бастина, который владел этим рекордом с 1939 года. В октябре 2005 года рекорд Райта был покорён французом Тьерри Анри, однако Райт остался лучшим бомбардиром «Арсенала» в истории Кубка лиги, отличившись 29 раз в 29 матчах.
Всего Райт забил за «Арсенал» 185 голов в 288 матчах, 128 из которых — в чемпионате, 12 — в Кубке Англии, 29 — в Кубке лиги, 15 — в еврокубках и 1 — в Суперкубке Англии. Свой последний гол за «Арсенал» Райт забил 6 января 1998 года в победном четвертьфинальном матче Кубка английской лиги в гостях против «Вест Хэм Юнайтед». В последнем сезоне Райта 1997/98 «Арсенал» впервые выиграл Премьер-лигу, а Райт забил в чемпионате 10 мячей в 24 играх.
15 июля 2008 года на сайте «Арсенала» завершилось голосование «50 величайших игроков в истории клуба». Иан Райт занял 4-е место вслед за Тьерри Анри, Деннисом Бергкампом и Тони Адамсом.

### После «Арсенала»
В июле 1998 года 34-летний Райт за 500 тыс. фунтов стерлингов перешёл в лондонский «Вест Хэм Юнайтед». За 15 месяцев в составе клуба Райт не сумел достичь той формы, которая принесла ему успех в «Арсенале». Именно из «Вест Хэма» Райт получил свой последний вызов в сборную Англии, за которую провёл последний матч 18 ноября 1998 года против сборной Чехии на «Уэмбли». Тем не менее Райт забил за «Вест Хэм» 9 мячей в 22 матчах Премьер-лиги, доведя число своих голов в этом турнире до 113 (в том числе 5 хет-триков). На начало февраля 2016 года Райт занимал 17-е место в списке бомбардиров за всю историю Премьер-лиги.
В 1999—2000 годах Райт последовательно выступал за «Ноттингем Форест», шотландский «Селтик» и «Бернли», нигде долго не задержавшись, но везде забивая свои мячи. Клубу «Бернли» Райт помог подняться из второго в первый дивизион в 2000 году. Летом того же года 36-летний Райт объявил о завершении своей карьеры, забив в различных официальных турнирах более 300 мячей.

### Сборная Англии

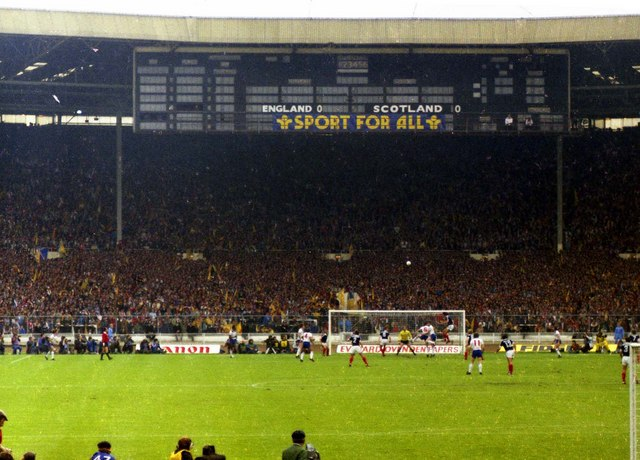
Стадион «Уэмбли», на котором Райт сыграл и первый, и последний матч за сборную Англии

Райт был впервые призван во вторую сборную Англии в декабре 1989 года. Всего за вторую команду Иан Райт сыграл 3 матча.

#### Грэм Тэйлор
В феврале 1991 года Райт дебютировал в главной сборной Англии при главном тренере Грэме Тэйлоре в победном домашнем товарищеском матче против Камеруна (2:0), причём Райт вышел в стартовом составе и провёл на поле 90 минут. Оба мяча англичан тогда забил Гари Линекер.
В отборочном турнире к Евро-1992 Райт провёл на поле лишь 15 минут — он вышел на замену Гари Линекеру в домашнем матче против Ирландии 27 марта 1991 года (1:1).
Райт не попал в заявку Англии на Евро-1992 — Грэм Тэйлор выбрал в линии атаки Гари Линекера, Найджела Клафа, Алана Ширера и партнёра Райта по «Арсеналу» Алана Смита.
Свой первый гол за Англию Райт забил 29 мая 1993 года в гостевом отборочном матче к чемпионату мира-1994 против сборной Польши в Хожуве: на 70-й минуте Райт заменил Карлтона Палмера, а на 84-й минуте сравнял счёт. Матч так и закончился 1:1.
17 ноября 1993 года Райт забил 4 мяча в ворота сборной Сан-Марино в гостевом отборочном матче к чемпионату мира-1994 (сборная Англии победила 7:1). Это однако не помогло англичанам попасть в финальную часть чемпионата, они пропустили вперёд голландцев и норвежцев.

#### Терри Венейблс
Сменивший Тэйлора Терри Венейблс сначала регулярно приглашал Райта в состав сборной, однако он не включил его в заявку сборной на домашний чемпионат Европы-1996, в котором англичане дошли до полуфинала.

#### Гленн Ходдл

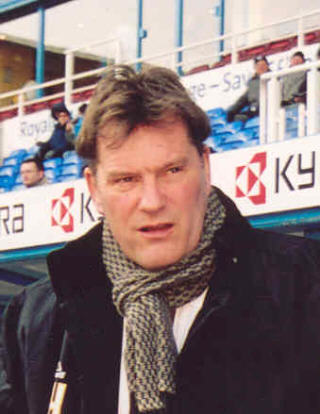
При Гленне Ходдле Райт провёл свой последний матч за сборную

Терри Венейблса на посту главного тренера сборной сменил Гленн Ходдл, Райт стал регулярно вызываться в сборную, осенью 1996 года проведя свой первый за 2 года матч за сборную, хотя ему было уже 33 года. Райт помог Англии выйти в финальную часть чемпионата мира-1998, но зимой 1998 года он получил травму и не был вызван в сборную для участия в чемпионате мира во Франции.
После чемпионата мира Иан Райт провёл ещё 2 матча в сборной: в октябре 1998 года он вышел на замену в отборочном матче чемпионата Европы-2000 против сборной Люксембурга, а свой последний матч провёл 18 ноября 1998 года в товарищеском матче против сборной Чехии на «Уэмбли», окончившемся победой Англии 2:0. Как и для Гленна Ходдла, для Иана Райта этот матч стал последним в сборной.
Ни разу Райту не удалось поучаствовать в крупнейших турнирах — чемпионатах мира и Европы, хотя в Англии в то время было не так много форвардов, регулярно забивавших каждый сезон по 30 мячей (что удавалось Райту 5 раз с 1991 по 1997 год).

#### Все голы Райта за сборную
| №  | Дата        | Стадион, город, страна             | Соперник   | Минута | Счёт | Итог | Соревнование                         |
| 1. | 29 мая 1993 | «Сласки», Хожув, Польша            | Польша     | 84     | 1:1  | 1:1  | Отборочный матч чемпионата мира-1994 |
| 2. | 17 ноя 1993 | «Ренато Далл'Ара», Болонья, Италия | Сан-Марино | 34     | 2:1  | 7:1  | Отборочный матч чемпионата мира-1994 |
| 3. | 17 ноя 1993 | «Ренато Далл’Ара», Болонья, Италия | Сан-Марино | 46     | 4:1  | 7:1  | Отборочный матч чемпионата мира-1994 |
| 4. | 17 ноя 1993 | «Ренато Далл’Ара», Болонья, Италия | Сан-Марино | 78     | 6:1  | 7:1  | Отборочный матч чемпионата мира-1994 |
| 5. | 17 ноя 1993 | «Ренато Далл’Ара», Болонья, Италия | Сан-Марино | 90     | 7:1  | 7:1  | Отборочный матч чемпионата мира-1994 |
| 6. | 24 мая 1997 | «Олд Траффорд», Манчестер, Англия  | ЮАР        | 76     | 2:1  | 2:1  | Товарищеский матч                    |
| 7. | 4 июня 1997 | «Божуар», Нант, Франция            | Италия     | 26     | 1:0  | 2:0  | Турнуа де Франс 1997                 |
| 8. | 10 сен 1997 | «Уэмбли», Лондон, Англия           | Молдавия   | 46     | 2:0  | 4:0  | Отборочный матч чемпионата мира-1998 |
| 9. | 10 сен 1997 | «Уэмбли», Лондон, Англия           | Молдавия   | 90     | 4:0  | 4:0  | Отборочный матч чемпионата мира-1998 |

Всего Райт провёл за сборную 33 игры, из которых 17 раз выходил в основном составе и 16 раз на замену. Отличиться Райт сумел 9 раз — 5 раз при Грэме Тэйлоре (все голы в 1993 году) и 4 раза при Гленне Ходдле (все голы в 1997 году). При этом в 5 матчах, когда Райт забивал, Англия одержала 4 победы и 1 раз сыграла вничью. 3 гола Райта из 9 были победными и один помог свести матч к ничьей.

## Достижения

### Командные
«Кристал Пэлас»
- Победитель плей-офф Второго дивизиона Футбольной лиги: 1988/89
- Финалист Кубка Англии: 1990

«Арсенал»
- Чемпион Англии: 1997/98
- Обладатель Кубка Англии: 1993, 1998
- Обладатель Кубка Футбольной лиги: 1993
- Обладатель Кубка обладателей кубков УЕФА: 1993/94
- Финалист Кубка обладателей кубков УЕФА: 1994/95
- Финалист Суперкубка УЕФА: 1994
- Финалист Суперкубка Англии: 1993

### Личные
- Лучший бомбардир Первого дивизиона Футбольной лиги: 1991/92
- Лучший бомбардир Кубка обладателей кубков УЕФА: 1994/95
- Член команды года по версии ПФА: 1988/89, 1992/93, 1996/97
- «Игрок столетия» по версии болельщиков «Кристал Пэлас»
- Член Зала славы английского футбола: 2005
- Включён в Зал славы английской Премьер-лиги: 2022
- Награда ПФА за заслуги перед футболом: 2023
- Член ордена Британской империи MBE: 2000[16]

## Статистика выступлений
| Клуб                      | Сезон            | Лига | Лига | Кубки | Кубки | Еврокубки | Еврокубки | Прочие | Прочие | Итого | Итого |
| Клуб                      | Сезон            | Игры | Голы | Игры  | Голы  | Игры      | Голы      | Игры   | Голы   | Игры  | Голы  |
| ------------------------- | ---------------- | ---- | ---- | ----- | ----- | --------- | --------- | ------ | ------ | ----- | ----- |
| Кристал Пэлас             | 1985/86          | 32   | 9    | 2     | 0     | -         | -         | 2      | 0      | 36    | 9     |
| Кристал Пэлас             | 1986/87          | 38   | 8    | 5     | 1     | -         | -         | 1      | 0      | 44    | 9     |
| Кристал Пэлас             | 1987/88          | 41   | 20   | 4     | 3     | -         | -         | 1      | 0      | 46    | 23    |
| Кристал Пэлас             | 1988/89          | 42   | 24   | 3     | 1     | -         | -         | 9      | 8      | 54    | 33    |
| Кристал Пэлас             | 1989/90          | 26   | 8    | 8     | 3     | 0         | 0         | 3      | 2      | 37    | 13    |
| Кристал Пэлас             | 1990/91          | 38   | 15   | 8     | 4     | 0         | 0         | 6      | 6      | 52    | 25    |
| Кристал Пэлас             | 1991/92          | 8    | 5    | 0     | 0     | 0         | 0         | 0      | 0      | 8     | 5     |
| Кристал Пэлас             | Итого            | 225  | 89   | 30    | 12    | 0         | 0         | 22     | 16     | 277   | 117   |
| Арсенал                   | 1991/92          | 30   | 24   | 3     | 2     | 0         | 0         | 0      | 0      | 33    | 26    |
| Арсенал                   | 1992/93          | 31   | 15   | 15    | 15    | 0         | 0         | 0      | 0      | 46    | 30    |
| Арсенал                   | 1993/94          | 39   | 23   | 7     | 7     | 6         | 4         | 1      | 1      | 53    | 35    |
| Арсенал                   | 1994/95          | 31   | 18   | 5     | 3     | 9         | 9         | 2      | 0      | 47    | 30    |
| Арсенал                   | 1995/96          | 31   | 15   | 9     | 8     | 0         | 0         | 0      | 0      | 40    | 23    |
| Арсенал                   | 1996/97          | 35   | 23   | 4     | 5     | 2         | 2         | 0      | 0      | 41    | 30    |
| Арсенал                   | 1997/98          | 24   | 10   | 2     | 1     | 2         | 0         | 0      | 0      | 28    | 11    |
| Арсенал                   | Итого            | 221  | 128  | 45    | 41    | 19        | 15        | 3      | 1      | 288   | 185   |
| Вест Хэм Юнайтед          | 1998/99          | 22   | 9    | 3     | 0     | 0         | 0         | 0      | 0      | 25    | 9     |
| Вест Хэм Юнайтед          | 1999/00          | 0    | 0    | 0     | 0     | 1         | 0         | 0      | 0      | 1     | 0     |
| Вест Хэм Юнайтед          | Итого            | 22   | 9    | 3     | 0     | 1         | 0         | 0      | 0      | 26    | 9     |
| Селтик                    | 1999/00          | 8    | 3    | 2     | 0     | 0         | 0         | 0      | 0      | 10    | 3     |
| Селтик                    | Итого            | 8    | 3    | 2     | 0     | 0         | 0         | 0      | 0      | 10    | 3     |
| Ноттингем Форест (аренда) | 1999/00          | 10   | 5    | 0     | 0     | -         | -         | 0      | 0      | 10    | 5     |
| Ноттингем Форест (аренда) | Итого            | 10   | 5    | 0     | 0     | 0         | 0         | 0      | 0      | 10    | 5     |
| Бернли                    | 1999/00          | 15   | 4    | 0     | 0     | -         | -         | 0      | 0      | 15    | 4     |
| Бернли                    | Итого            | 15   | 4    | 0     | 0     | 0         | 0         | 0      | 0      | 15    | 4     |
| Всего за карьеру          | Всего за карьеру | 501  | 238  | 80    | 53    | 20        | 15        | 25     | 17     | 626   | 323   |